# Arsenio Martínez Campos

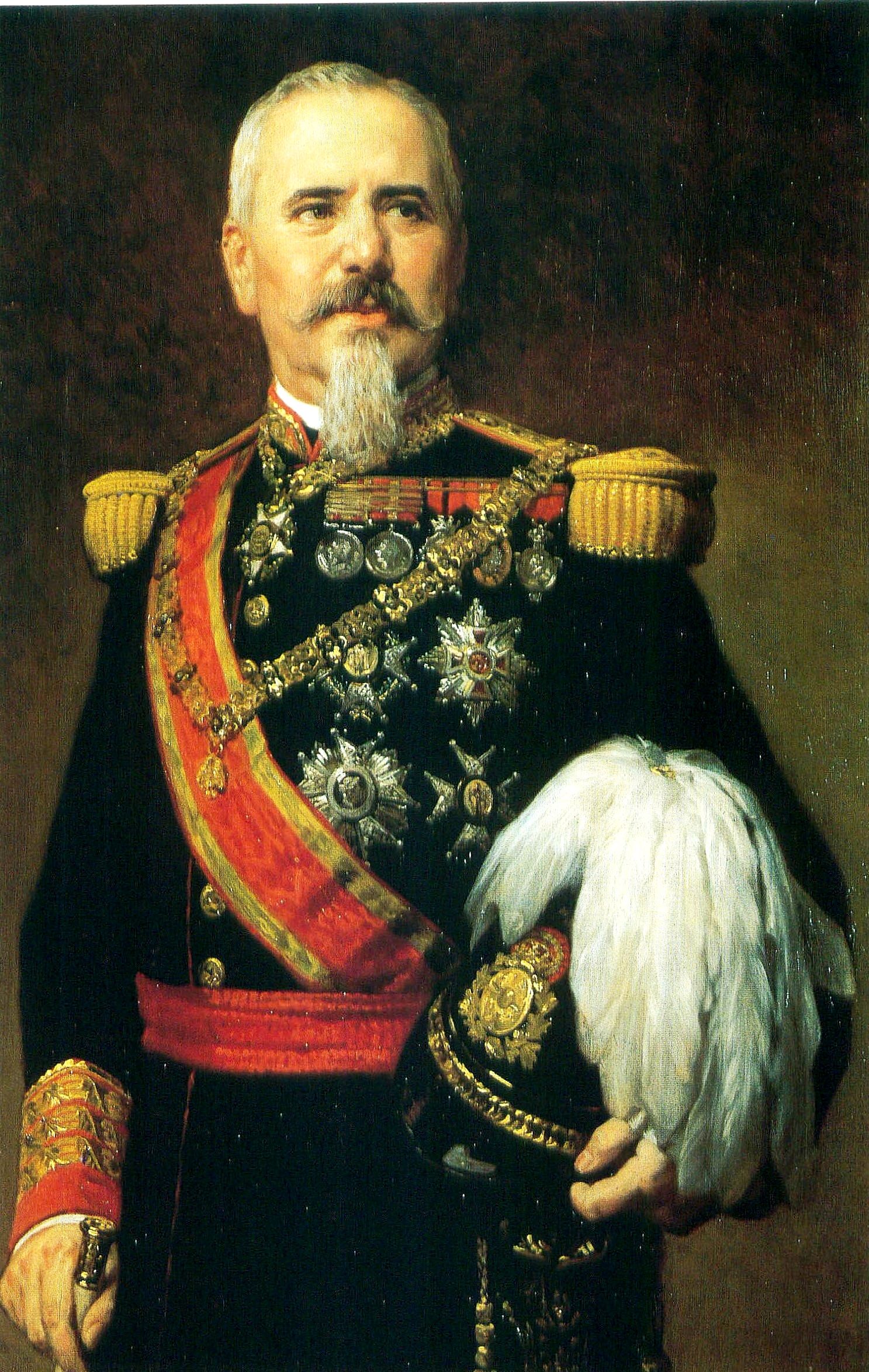
Arsenio Martínez Campos.

Arsenio Martínez de Campos y Anton, född 14 december 1834 i Segovia, död 23 september 1900 i Zarauz, var en spansk general och politiker. 
Martínez Campos deltog 1859–60 i kriget mot Marocko och stred som överste på Kuba mot de upproriska 1869–72. Återkommen därifrån med generals rang, kämpade han i spetsen för en brigad emot carlisterna. Efter kung Amadeus tronavsägelse (1873) häktades han, eftersom han vägrade erkänna republiken, men frigavs 1874. Som divisionschef deltog han ånyo i striden mot carlisterna samt förvärvade sig stor popularitet inom armén. Den 29 december samma år gjorde han i Sagunto ett "pronunciamento" och utropade drottning Isabellas son, prins Alfonso, till spansk kung (Alfons XII). Sedan han lyckats befästa dennes välde, utnämndes han till generalkapten över hela armén (1876). Följande år dämpade han genom sina kraftiga åtgärder upproret på Kuba, men då regeringen icke gillade hans tillvägagående, trädde han 7 mars 1879 själv i spetsen för ett kabinett, i vilket han tillika var krigsminister. Han avgick dock redan den 9 december samma år, bildade sedan det dynastiskt liberala partiet och var februari 1881 till oktober 1883 krigsminister i ministären Práxedes Mateo Sagasta. 
Flera gånger var Martínez Campos senatens president; han stödde efter Alfons XII:s död 1885 kraftigt änkedrottning Maria Kristinas regentskap, var 1887–88 generalkapten i Madrid och sändes 1893 som befälhavare mot kabylerna i Marocko. Något krig kom ej till utbrott, och 1894 avslöt han som utomordentligt sändebud ett fördrag med sultanen av Marocko. I april 1895 sändes han att bekämpa revolutionen på Kuba, men undgick endast med svårighet att bli kringränd. Då han yrkade på, att den spanska regeringen genom energiska reformer och beviljande av lokal självstyrelse skulle söka komma till uppgörelse med insurgenterna, återkallades han i januari 1896 och ersattes av general Valeriano Weyler. Efter fredsslutet med USA förmådde den konservative konseljpresidenten den gamle marskalken att än en gång åtaga sig presidiet i senaten, som han innehade vid sin död. Martínez Campos var först kung Alfons och sedan dennes änkas förtrognaste politiske rådgivare, särskilt anlitad i farliga situationer, och gällde som dynastins fastaste stöd.